# Patrik Eklund
Patrik Eklund (Arvidsjaur, 7 de julho de 1978) é um cineasta sueco. Como reconhecimento, foi nomeado ao Oscar 2010 na categoria de Melhor Curta-metragem por Instead of Abracadabra.